# Chaugey
Chaugey é uma comuna francesa na região administrativa da Borgonha-Franco-Condado, no departamento de Côte-d'Or. Estende-se por uma área de 6,33 km². Em 2010 a comuna tinha 16 habitantes (densidade: 2,5 hab./km²).